# Avia Rk-12
Der Avia Rk-12 ist ein Flugmotor des tschechoslowakischen Herstellers Avia aus dem Jahr 1932. 1934 erschien die um zwei Zylinder vergrößerte Variante des Sternmotors als Rk-17.

## Aufbau
Der Rk-12 ist ein luftgekühlter Siebenzylinder-Viertakt-Sternmotor. Er besteht aus Stahllaufbuchsen mit aufgeschrumpften Leichtmetall-Zylinderköpfen. Jeder Zylinder verfügt über zwei schrägstehende Ventile, die durch Schwinghebel und Stoßstangen gesteuert werden. Die Kurbelwelle besteht aus zwei Teilen. Der Rk-12 besitzt einen Schleuderverdichter mit einem Verhältnis von 1:10,7.

## Nutzung
- Avia 51

## Technische Daten
| Kenngröße                | Daten                                                  |
| ------------------------ | ------------------------------------------------------ |
| Bohrung                  | 130 mm                                                 |
| Hub                      | 130 mm                                                 |
| Hubraum                  | 12,1 l                                                 |
| Verdichtung              | 5,3                                                    |
| Länge                    | 1050 mm                                                |
| Durchmesser              | 1110 mm                                                |
| Nennleistung             | 200 PS (147 kW) bei 2200/min in 3000 m Gleichdruckhöhe |
| Vollleistung             | 260 PS (191 kW)                                        |
| Startleistung            | 280 PS (206 kW) bei 2220/min                           |
| Trockengewicht ohne Nabe | 216 kg                                                 |
| Leistungsgewicht         | 0,83 kg/PS                                             |
| Hubraumleistung          | 21,5 PS/l                                              |
| Kraftstoffverbrauch      | 240 g/PSh                                              |